# 930년

## 연호
- 후당(後唐) 천성(天成) 5년 / 장흥(長興) 원년
- 일본(日本) 엔초(延長) 8년
- 후백제(後百濟) 정개(政開) 31년
- 고려(高麗) 천수(天授) 13년
- 요(遼) 천현(天顯) 5년
- 남한(南漢) 대유(大有) 3년
- 양오(楊吳) 대화(大和) 2년
- 오월(吳越) 보정(寶正) 5년

## 기년
- 후당(後唐) 명종(明宗) 5년
- 요(遼) 태종(太宗) 4년
- 신라(新羅) 경순왕(景順王) 4년
- 고려(高麗) 태조(太祖) 13년
- 후백제(後百濟) 견훤(甄萱) 정개 39년

## 사건
- 아이슬란드에서 세계 최초로 의회가 생기다.
- 고려와 후백제가 맞붙은 고창 전투에서 고려가 승리함.
- 신라에서 율곡사 창건.